# Lista de municípios de Mato Grosso do Sul por população (2013)
Relação de municípios de Mato Grosso do Sul por população, em ordem decrescente, baseada na estimativa do IBGE de 2013. 
| Posição                    | Município                  | População (hab.)           |
| Mais de 200.000 habitantes | Mais de 200.000 habitantes | Mais de 200.000 habitantes |
| -------------------------- | -------------------------- | -------------------------- |
| 1                          | Campo Grande               | 832.352                    |
| 2                          | Dourados                   | 207.498                    |
| Mais de 100.000 habitantes |                            |                            |
| 3                          | Três Lagoas                | 109.633                    |
| 4                          | Corumbá                    | 107.347                    |
| Mais de 40.000 habitantes  |                            |                            |
| 5                          | Ponta Porã                 | 83.747                     |
| 6                          | Naviraí                    | 49.827                     |
| 7                          | Nova Andradina             | 49.104                     |
| 8                          | Sidrolândia                | 48.027                     |
| 9                          | Aquidauana                 | 46.830                     |
| 10                         | Paranaíba                  | 41.227                     |
| 11                         | Maracaju                   | 41.099                     |
| Mais de 20.000 habitantes  |                            |                            |
| 12                         | Amambai                    | 36.686                     |
| 13                         | Rio Brilhante              | 33.362                     |
| 14                         | Coxim                      | 32.948                     |
| 15                         | Caarapó                    | 27.554                     |
| 16                         | Miranda                    | 26.670                     |
| 17                         | Jardim                     | 25.180                     |
| 18                         | Anastácio                  | 24.534                     |
| 19                         | São Gabriel do Oeste       | 24.035                     |
| 20                         | Bela Vista                 | 23.888                     |
| 21                         | Aparecida do Taboado       | 23.733                     |
| 22                         | Ivinhema                   | 22.832                     |
| 23                         | Ribas do Rio Pardo         | 22.429                     |
| 24                         | Itaporã                    | 22.231                     |
| 25                         | Cassilândia                | 21.491                     |
| 26                         | Chapadão do Sul            | 21.257                     |
| 27                         | Bataguassu                 | 21.142                     |
| 28                         | Ladário                    | 21.106                     |
| 29                         | Bonito                     | 20.597                     |
| Mais de 10.000 habitantes  |                            |                            |
| 30                         | Itaquiraí                  | 19.672                     |
| 31                         | Rio Verde de Mato Grosso   | 19.351                     |
| 32                         | Fátima do Sul              | 19.260                     |
| 33                         | Terenos                    | 18.942                     |
| 34                         | Costa Rica                 | 18.835                     |
| 35                         | Nova Alvorada do Sul       | 18.503                     |
| 36                         | Mundo Novo                 | 17.658                     |
| 37                         | Sonora                     | 16.543                     |
| 38                         | Porto Murtinho             | 16.162                     |
| 39                         | Iguatemi                   | 15.429                     |
| 40                         | Coronel Sapucaia           | 14.607                     |
| 41                         | Nioaque                    | 14.379                     |
| 42                         | Água Clara                 | 13.938                     |
| 43                         | Camapuã                    | 13.770                     |
| 44                         | Paranhos                   | 13.123                     |
| 45                         | Deodápolis                 | 12.524                     |
| 46                         | Eldorado                   | 12.029                     |
| 47                         | Brasilândia                | 11.943                     |
| 48                         | Batayporã                  | 11.167                     |
| 49                         | Aral Moreira               | 11.014                     |
| 50                         | Sete Quedas                | 10.876                     |
| 51                         | Dois Irmãos do Buriti      | 10.793                     |
| 52                         | Tacuru                     | 10.777                     |
| 53                         | Guia Lopes da Laguna       | 10.287                     |
| 54                         | Glória de Dourados         | 10.025                     |
| Menos de 10.000 habitantes |                            |                            |
| 55                         | Angélica                   | 9.829                      |
| 56                         | Anaurilândia               | 8.758                      |
| 57                         | Antônio João               | 8.545                      |
| 58                         | Japorã                     | 8.288                      |
| 59                         | Bodoquena                  | 7.979                      |
| 60                         | Pedro Gomes                | 7.908                      |
| 61                         | Inocência                  | 7.711                      |
| 62                         | Santa Rita do Pardo        | 7.530                      |
| 63                         | Laguna Carapã              | 6.851                      |
| 64                         | Bandeirantes               | 6.747                      |
| 65                         | Jaraguari                  | 6.696                      |
| 66                         | Selvíria                   | 6.427                      |
| 67                         | Juti                       | 6.241                      |
| 68                         | Vicentina                  | 6.013                      |
| 69                         | Caracol                    | 5.699                      |
| 70                         | Douradina                  | 5.616                      |
| 71                         | Corguinho                  | 5.289                      |
| 72                         | Rochedo                    | 5.156                      |
| 73                         | Rio Negro                  | 4.989                      |
| 74                         | Paraíso das Águas          | 4.942                      |
| 75                         | Alcinópolis                | 4.883                      |
| 76                         | Novo Horizonte do Sul      | 4.581                      |
| 77                         | Jateí                      | 4.051                      |
| 78                         | Taquarussu                 | 3.570                      |
| 79                         | Figueirão                  | 2.997                      |